# 古幕院駅
古幕院駅（コマグォンえき）は、大韓民国全羅南道羅州市にある韓国鉄道公社（KORAIL）の駅である。2017年現在、停車する旅客列車は存在しない。

## 路線
- 韓国鉄道公社
  - 湖南線

## 歴史
- 1913年7月1日 - 開業[1]。
- 2011年10月5日 - 旅客営業中止。

## 隣の駅
韓国鉄道公社
湖南線
多侍駅 - 古幕院駅 - 咸平駅